# Robert Abbe
Robert Abbe (13 de abril de 1851 - 7 de marzo de 1928) fue un cirujano y pionero en la radiología estadounidense, de Nueva York. Nació el 13 de abril de 1851 en Nueva York y se educó en la Universidad de la Ciudad de Nueva York (S.B., 1871) y en la Universidad de Columbia (M.D., 1874).
Abbe era más conocido como cirujano plástico, y entre 1877 y 1884 desempeñó la tarea de cirujano y profesor en los hospitales de Nueva York, St. Luke y en el hospital infantil de Nueva York. Durante este periodo, Abbe pasaría los veranos viajando, con lo que amasó una gran colección de artefactos de los nativos americanos y materiales arqueológicos.
Murió el 7 de marzo de 1928 de anemia, posiblemente debido a su trabajo manejando radio.

## Radiólogo
Abbe fue un renombrado cirujano y pionero médico. Fue un  cirujano en el hospital St. Luke en New York, donde se encuentra el laboratorio de cirugía plástica que lleva su nombre. Fue profesor y miembro de la junta de gobierno de la Universidad de Física de Filadelphia y Vicepresidente de la Academia de Medicina.
Entabló amistad con la familia Curie, en especial con Marie Curie. Coleccionó muchas fotografías de ella, se documentó sobre la producción de radio, y exploró, con ella, los fines médicos de la radiación y los rayos X. En 1904, introdujo la práctica de utilizar la radiación para tratar el cáncer y fundó la ciencia de la radioterapia. En 1927, fundó el Abbe Museum de Artefactos Nativos Americanos.
En 1904, tras corresponderse con el profesor y Madame Curie, visitó sus laboratorios en París. Uniéndose a su pionera inventigación, se convirtió en el fundador de la radioterapia en los Estados Unidos. Fue un firme oponente del tabaquismo, que lo consideraba una causa de cáncer, notificando más de cien casos de cáncer del fumador. En los años posteriores, en su casa de verano de Bar Harbor, "Brook End," Abbe construyó un jardín en cuya piscina flotaban dos cisnes: Pierre & Marie.

## Museo
Abbe ha sido llamado "el residente de verano más querido de Bar Harbor". Los que le conocieron reconocen su singular espíritu, y muchos de los que visitan hoy día el Museo Abbe sienten lo que hace especial al hombre y al museo.
Mientras veraneaba en Bar Harbor, Abbe se fascinó con las antiguas herramientas de los nativos americanos encontrados en los alrededores de los montones de conchas. Entonces empezó a coleccionar aquellos artefactos y se dio cuenta de la necesidad de almacenarlos de forma segura. Incluso durante una larga enfermedad, probablemente como resultado de la exposición al radio, trabajó para establecer el museo. Sus sueños del museo se hicieron realidad con la ayuda de amigos como George Dorr y Charles Eliot, los padres fundadores del Parque Nacional de la Academia. La dedicación del museo el 14 de agosto de 1928 fue también un monumento en memoria de Robert Abbe. Murió sólo cinco meses antes.
Abbe amasó una gran colección de material arqueológico de los nativos americanos durante su vernaeio en Mount Desert Island. Inaugurado en 1928, el museo Abbe fue uno de los primeros museos construidos en Maine. Su fundación coincidió con el del parque nacional, establecido como Parque Nacional de Lafayette en 1919 y Parque Nacional de Acadia en 1929. El museo Abbe fue concebido como museo Trailside para complementar la oferta del parque. Hoy es uno de los dos  museos trailside privados restantes en parques nacionales, el otro es el Museo del Bórax, en el valle de la Muerte (California).
Robert Abbe fue un hombre con mucho talento e intereses. Era un fotógrago y artista, pintaba y creaba dibujos y mapas moldeados. Su gran mapa "La Isla de Dawn" se exhibe en el museo. El dibujo de acuarela del museo se terminó por Abbe poco antes de su muerte.